# Ɔ̨
Cette page contient des caractères spéciaux ou non latins. S’ils s’affichent mal (▯, ?, etc.), consultez la page d’aide Unicode.
Ɔ̨ (minuscule : ɔ̨), appelé O ouvert ogonek, est un graphème utilisé dans certaines transcriptions phonétiques et dans l’écriture de certaines langues dont le kpèllé en Guinée. Il s’agit de la lettre o ouvert diacritée d’un ogonek.

## Utilisation
Melville Jean Herskovits utilise le o ouvert ogonek ‹ ɔ̨ › dans la transcription phonétique et l’écriture de certaines langues dans plusieurs ouvrages, en se basant sur la transcription phonétique des langues indiennes publiée en 1916 et l’orthographe pratique des langues africaines publié en 1930.
En Guinée, la traduction kpèllé de la Bible de l’Alliance biblique en Guinée, Yálá laawoo hɛɓɛ, utilise le o ouvert ogonek ‹ ɔ̨ ›.

## Représentations informatiques
Le O ouvert ogonek peut être représenté avec les caractères Unicode suivants :
- décomposé (latin étendu B, Alphabet phonétique international, diacritiques) :

| formes    | représentations | chaînes de caractères | points de code | descriptions                                        |
| --------- | --------------- | --------------------- | -------------- | --------------------------------------------------- |
| majuscule | Ɔ̨               | Ɔ◌̨                    | U+0186 U+0328  | lettre majuscule latine o ouvert diacritique ogonek |
| minuscule | ɔ̨               | ɔ◌̨                    | U+0254 U+0328  | lettre minuscule latine o ouvert diacritique ogonek |